# Coresi diakónus

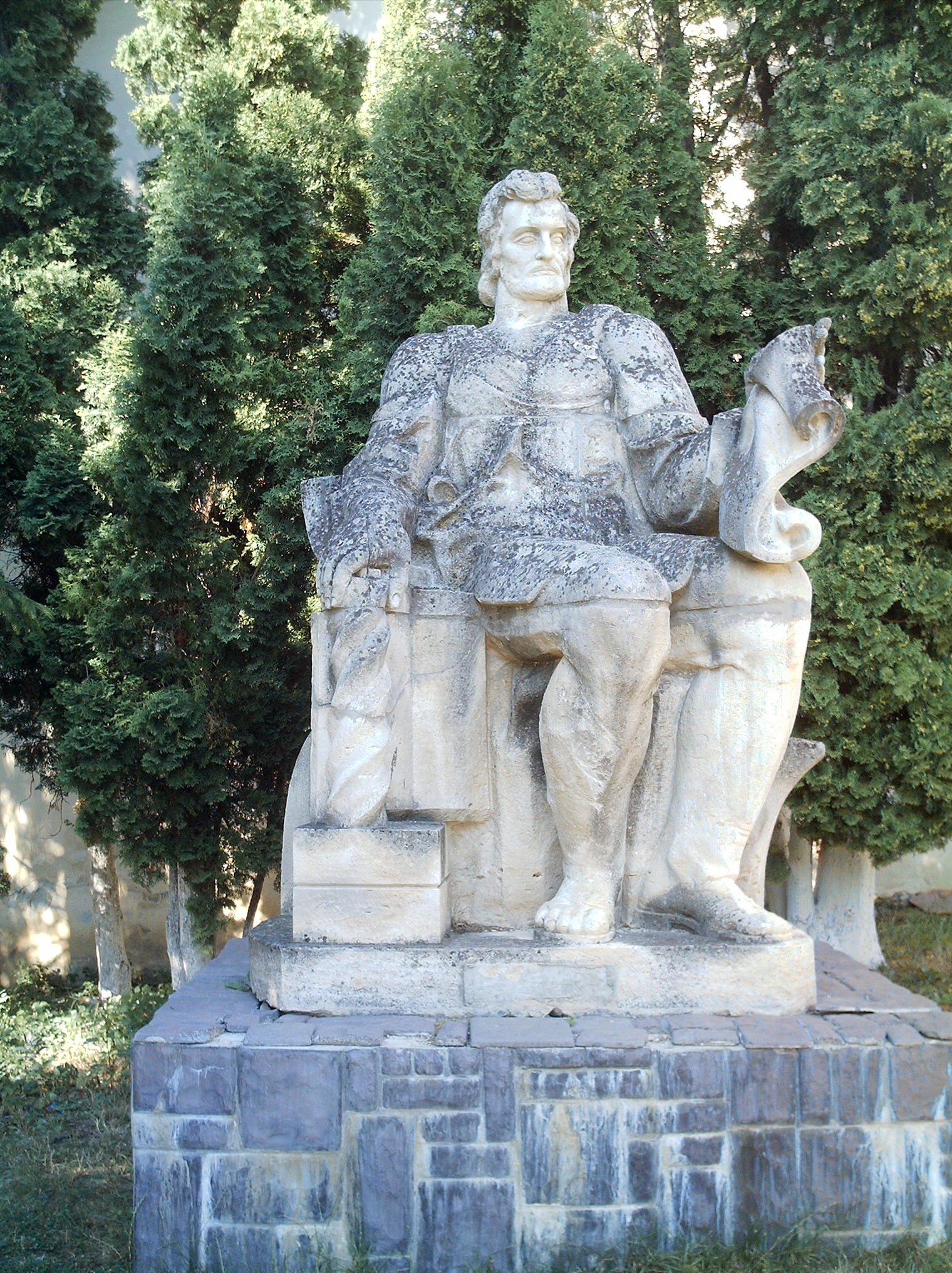
Coresi szobra a brassói Szent Miklós-templom udvarán

Coresi diakónus (? – Brassó, 1583) târgoviștei származású román nyomdász, fordító, a 16. századi román cirillbetűs könyvkiadás központi személyisége. A legtöbb cirill betűs ószláv vagy román nyelvű könyvet ő adta ki. Noha a források említenek román nyelven kiadott könyveket Coresi előtt is (például az 1544-ben Nagyszebenben kiadott Kátét), az 1960-as évekig Coresit tartották az első román nyelvű szövegek nyomtatójának.

## Élete, művei
Coresi a târgoviștei metropolita diakónusa volt, majd 1569–1560 körül Brassóban telepedett le. Brassó után a nyomdáját Szászsebesre helyezte át, halála után a műhelyt Șerban nevű fia vette át.
A Coresi-nyomtatványok könyvdíszei és figurális metszetei részben a târgoviștei, részben a velencei ószláv szerkönyvek hagyományait követik. Becslések szerint egy-egy kiadvány 200–400 példányban jelent meg.
Szerepét és egyéniségét illetően a történetírásban két eltérő álláspont figyelhető meg:
- Az egyik nézőpont szerint Coresi nem csupán nyomdász volt, hanem a legtöbb román nyelven megjelent részleges bibliafordításnak a fordítója is. Önálló kiadói politikája mentes volt a szász lutheránus vagy magyar kálvinista befolyástól. A nyomda saját tulajdona volt, amelyet a Bolgárszegen működtetett, a felszerelést Târgoviște városból hozta Brassóba.
- A másik álláspont azt hangsúlyozza, hogy Coresi az egyes könyveit az egyes brassói bírák (Johannes Benkner, illetve Lukas Hirscher), Havasalföld fejedelmei és metropolitái, erdélyi nemesek és püspökök megrendelésére nyomtatta. Szerintük a szövegek filológiai elemzése kérdésessé teszi, hogy őket egészében Coresi írta volna. Több esetben kimutatták a lutheranizmus és kálvinizmus hatását.

Munkásságának fontos szerepe volt a román nyelv megerősödésében.

## Általa kiadott könyvek
1557
- Osmoglasnik; bizánci rítusú liturgikus könyv ó-egyháziszláv nyelven (Johannes Benkner  brassói bíró megbízásából, Oprea diákkal közösen)

1561
- Întrebare creștinească; román nyelvű evangélikus katekizmus
- Tetraeuangel; a négy evangélium román nyelven (Johannes Benkner  brassói bíró megbízásából, Tudor diákkal közösen)

1562
- Cetvoroblagoevestie; a négy evangélium ó-egyháziszláv nyelven (Johannes Benkner  brassói bíró megbízásából, Tudor diákkal közösen)

1563
- Apostol; az apostolok cselekedetei és levelei román nyelven

1567
- Tîlculu eu[an]g[e]liiloru. Molitevnicu rumănescu. Polojenie, molitvele, botezulu, cununia, cumintecătura, tipiculu leturgieei, vecernie, slujba de dămâneață, cântecele deîn psalomi și deîn eu[an]g[e]lie petrecătura morților; református postillák és agenda román nyelven (a kiadást Forró Miklós támogatta)

1569
- Sbornik; bizánci rítusú liturgikus könyv ó-egyháziszláv nyelven

1570
- Liturgia; bizánci rítusú liturgikus könyv román nyelven
- Psaltiri; a zsoltárok könyve román nyelven

1574
- Ochtoich. Glas 1-4; bizánci rítusú liturgikus könyv ó-egyháziszláv nyelven (II. Sándor Mircea havasalföldi fejedelem megbízásából)
- Psaltir i Casoslovec; a zsoltárok könyve liturgikus használatra és bizánci rítusú liturgikus könyv ó-egyháziszláv nyelven

1575
- Ochtoich. Glas. 5-8; bizánci rítusú liturgikus könyv ó-egyháziszláv nyelven (II. Sándor Mircea havasalföldi fejedelem megbízásából)

1576[?]
- Psaltir; a zsoltárok könyve liturgikus használatra ó-egyháziszláv nyelven

1577
- Cetvoroblagovestie;a négy evangélium ó-egyháziszláv és román nyelven
- Psaltiri; a zsoltárok könyve ó-egyháziszláv és román nyelven
- Psaltir; a zsoltárok könyve liturgikus használatra ó-egyháziszláv nyelven (II. Sándor Mircea havasalföldi fejedelem, fia Mihnea és Serafim metropolita megbízásából)

1578
- Triod postnaja; bizánci rítusú liturgikus könyv ó-egyháziszláv nyelven (II. Sándor Mircea havasalföldi fejedelem és fia, Mihnea megbízásából)

1579
- Cetvoroblagovestie;a négy evangélium liturgikus használatra ó-egyháziszláv nyelven

1580
- Sbornik; bizánci rítusú liturgikus könyv ó-egyháziszláv nyelven (Ghenadie erdélyi ortodox metropolita megbízásából)

1581
- Evangilie cu învățătură; ortodox postillák román nyelven Lukas Hirscher brassói bíró megbízásából)

1583
- Cetvoroblagovestie;a négy evangélium liturgikus használatra ó-egyháziszláv nyelven